# Navid Negahban
Navid Negahban (em persa: نوید نگهبان; Meshed, 2 de junho de 1968) é um actor iraniano com cidadania norte-americana. Tem participado nas séries 24, Homeland, Mistresses e actualmente actua como o super-vilão Amahl Farouk / Shadow King na segunda temporada a série Legión da FX.

## Biografia
Negahban nasceu em Meshed, no Irã. Tomou o gosto pelo teatro quando tinha 8 anos de idade, enquanto provocava o riso de uma grande audiência ao interpretar um idoso no palco. Ele saiu do Irão quando tinha 20 anos, viajando para a Turquia e depois para a Alemanha, onde passou quase nove anos. Na Alemanha, trabalhou para uma companhia de teatro, e depois, em 1993, mudou-se para os Estados Unidos. Fala com fluidez inglês, alemão e persa (Farsi e Dari). Também começou a aprender francês pelo seu papel em Legión.

## Carreira
Tem participado em séries como O Escudo, A Asa Oeste, Perdidos, e CSI: Miami. Tem colaborado em duas ocasiões com a actriz iraniano-americana, Necar Zadegan, uma vez em 24 e também em CSI: Miami, onde, como sua esposa, ela o assassina.
Negahban também tem realizado duas colaborações com outra actriz iraniano-americana, Mozhan Marnò na série A Unidade e no filme A verdade de Soraya M., onde interpretou o marido de Soraya (Marnò). Em 2008, expressou a sua semelhança com a personagem Dr. Challus Mercer no jogo de terror e sobrevivência de Dead Space. Também apareceu como o principal antagonista na aclamada série Homeland. Em 2011 ganhou o Prémio de Melhor Actor pela curta-metragem iraniana  Libertação (2009) no Festival de Cinema Iraniano Noor, e em 2012, voltou para servir como juiz oficial do festival.
Em fevereiro de 2015, The Hollywood Reporter e Variety confirmaram que tinha começado a rodagem do filme de espiões e suspense, Damasco Cover, baseada na novela de Howard Kaplan, juntamente com Jonathan Rhys Meyers, Olivia Thirlby e John Hurt. Negahban desempenhou o papel do general sírio Sarraj.

## Filmografia
| Ano         | Título                                | Papel                                                  |
| ----------- | ------------------------------------- | ------------------------------------------------------ |
| 2005        | The Falhem Ones                       | Ammon                                                  |
| 2006        | Broken                                | Keith                                                  |
| 2007        | Waking Dreams                         | Toly                                                   |
| 2007        | Charlie Wilson's War                  | Tranductor do campo de refugiados                      |
| 2008        | Richard III                           | Sir James Tyrrel                                       |
| 2008        | Djinn                                 | Djinn                                                  |
| 2008        | The Stoning of Soraya M.              | Ali                                                    |
| 2009        | Powder Blue                           | Dr. Brooks                                             |
| 2009        | Stellina Blue                         | Amir Keshavarz                                         |
| 2009        | Dead Air                              | Abir                                                   |
| 2009        | Brothers                              | Murad                                                  |
| 2011        | Atlas Shrugged: Part I                | Dr. Robert Stadler                                     |
| 2013        | The Power of Few                      | Sahel                                                  |
| 2013        | The Moment                            | Malik Jamil                                            |
| 2013        | Words and Pictures                    | líder Rashid                                           |
| 2014        | American Sniper                       | Sheikh Al-Obodi                                        |
| 2015        | Baba Joon                             | Itzhak                                                 |
| 2016        | Jimmy Vestvood: Amerikan Hero         | Mohammad Mohammad-Mohammadi                            |
| 2016        | Brain on Fire                         | Dr. Souhel Najjar                                      |
| 2016        | Window Horses                         | Mehran (voz)                                           |
| 2016        | Sniper: Ghost Shooter                 | Robert Mothershed                                      |
| 2017        | Sand Castle                           | Kadir                                                  |
| 2017        | American Assassin                     | Behurz                                                 |
| 2017        | Damascus Cover                        | Sarraj                                                 |
| 2018        | 12 Strong                             | General Abdul Rashid Dostum                            |
| 2019        | Aladdin                               | Sultão                                                 |
| Televisão   |                                       |                                                        |
| Ano         | Título                                | Papel                                                  |
| 2000        | The Invisible Man                     | Oman Tariq                                             |
| 2002        | The Shield                            | Zayed Al-Thani                                         |
| 2003        | The Agency                            | condutor árabe / oficial palestiniano                  |
| 2003        | JAG                                   | Jamal Bin Fahad Al-Hadi                                |
| 2004        | Threat Matrix                         | Fred                                                   |
| 2004        | The West Wing                         | Maz                                                    |
| 2004        | Lost                                  | Omar                                                   |
| 2005        | Over There                            | pai iraquiano                                          |
| 2005        | 24                                    | Abdullah                                               |
| 2006        | Las Vegas                             | Farouk Naeem                                           |
| 2006        | The Unit                              | Faheed                                                 |
| 2006        | Without a Trace                       | Nazar Rahim                                            |
| 2006        | The Path to 9/11                      | Khalili                                                |
| 2006        | Criminal Minds                        | Hassan Nadir                                           |
| 2006        | Alias                                 | estrangeiro                                            |
| 2006        | Law & Order                           | Imam Ibrahim                                           |
| 2006        | The Closer                            | Dr. al-Thani                                           |
| 2006        | Sleeper Cell                          | Coronel                                                |
| 2007        | Shark                                 | Amir Khan                                              |
| 2007        | Law & Order: Special Victims Unit     | Dr. Rankesh Chanoor                                    |
| 2007        | NCIS                                  | Jalil Shaloub                                          |
| 2007        | Moonlight                             | Amir Fayed                                             |
| 2009        | Fringe                                | Dr. Malik Yusef                                        |
| 2010        | CSI: Miami                            | Rahim Farooq                                           |
| 2010        | 24                                    | Jamot                                                  |
| 2010        | Dark Blue                             | Ahmad Satar                                            |
| 2010        | NCIS: Los Angeles                     | Aziz Anshiri                                           |
| 2010        | The Whole Truth                       | Paul Bagdazarian                                       |
| 2011        | Covert Affairs                        |                                                        |
| 2011–2013   | Homeland                              | Abu Nazir                                              |
| 2013        | CSI: NY                               | Zane Kalim                                             |
| 2013        | The Game                              | Zane Kalim                                             |
| 2013        | Arrow                                 | Al-Owal                                                |
| 2014        | The Mentalist                         | Hassan Zarif                                           |
| 2014        | Person of Interest                    | Ali Hasan                                              |
| 2014        | Tatort                                | Harun                                                  |
| 2015        | Scorpion                              | Agente Khara                                           |
| 2015        | Veep                                  | Abbas                                                  |
| 2015        | Law & Order: Special Victims Unit     | Sam Farhidi                                            |
| 2015        | The Messengers                        | Premiê afegão                                          |
| 2016        | The Catch                             | Qasim Halabi                                           |
| 2016        | Mistresses                            | Jonathan Amadi                                         |
| 2017        | Curb Your Enthusiasm                  | Morsi                                                  |
| 2018        | Legion                                | Amahl Farouk / Shadow King                             |
| Video jogos |                                       |                                                        |
| Ano         | Título                                | Papel                                                  |
| 2008        | Dead Space                            | Dr. Challus Mercer                                     |
| 2010        | Dark Void                             | vigilante                                              |
| 2010        | Prince of Persia: The Forgotten Sands | leitor do poema de abertura, Sandman' vozes adicionais |
| 2010        | Medal of Honra                        | Pashto peleador 5                                      |
| 2011        | Assassin's Creed: Revelations         | vozes adicionais                                       |
| 2012        | Ghost Recon: Future Soldier           | Farsi Thug                                             |
| 2012        | Spec Ops: The Line                    | refugiado                                              |
| 2012        | Call of Duty: Black Ops II            | vozes adicionais                                       |
| 2016        | 1979 Revolution: Black Friday         | Asadollah Lajevardi                                    |
| 2020        | Call of Duty: Black Ops Cold War      | Perseus                                                |